# Satoko Ishimine
Satoko Ishimine (石嶺 聡子, Ishimine Satoko, née le 3 octobre 1975 à Naha, Préfecture d'Okinawa) est une chanteuse, compositrice et réalisateur artistique japonaise. Elle est devenue célèbre en 1992 quand elle a remporté le grand prix de la 16e Festival de Chant de Nagasaki à l'âge de 16 ans, qui a abouti à sa réception d'un contrat d'enregistrement avec Toshiba EMI.

## Discographie

### Singles
| Année | Single                    | Album                                                                                       | Label                  |
| ----- | ------------------------- | ------------------------------------------------------------------------------------------- | ---------------------- |
| 1994  | Doyōbi to Pen to Udedokei | INNOCENT, Best Collection, NEW BEST 1500, CD&DVD THE BEST, Golden Best                      | Toshiba EMI            |
| 1995  | Watashi Ga Iru            | INNOCENT, Best Collection, NEW BEST 1500, CD&DVD THE BEST, Golden Best                      | Toshiba EMI            |
| 1995  | Hana                      | INNOCENT, Best Collection, Ballad Song Stories, NEW BEST 1500, CD&DVD THE BEST, Golden Best | Toshiba EMI            |
| 1996  | Namida Wa Iranai          | passion, Best Collection, NEW BEST 1500, CD&DVD THE BEST, Golden Best                       | Toshiba EMI            |
| 1996  | Kumori Nochi Hare         | passion, Best Collection, NEW BEST 1500, CD&DVD THE BEST, Golden Best                       | Toshiba EMI            |
| 1996  | Liberty Girl              | GENERATION, Best Collection, NEW BEST 1500, CD&DVD THE BEST, Golden Best                    | Toshiba EMI            |
| 1997  | Hajimete Wo Sagasanakucha | Best Collection, NEW BEST 1500, CD&DVD THE BEST, Golden Best                                | Toshiba EMI            |
| 1997  | You don't know            | Imagination, NEW BEST 1500, CD&DVD THE BEST, Golden Best                                    | Toshiba EMI            |
| 1998  | Omoikiri Naitemo Iiyo     | Ballad Song Stories, NEW BEST 1500, CD&DVD THE BEST, Golden Best                            | Toshiba EMI            |
| 1998  | Bye-bye                   | Ballad Song Stories, NEW BEST 1500, CD&DVD THE BEST, Golden Best                            | Toshiba EMI            |
| 2000  | Mafuyunohanabi            | Closet, Ballad Song Stories, CD&DVD THE BEST, Golden Best                                   | Toshiba EMI            |
| 2001  | Tenki-ame                 | Ballad Song Stories, CD&DVD THE BEST                                                        | Toshiba EMI            |
| 2003  | Utatane                   | Bloomy Balloon                                                                              | PRHYTHM                |
| 2013  | Konosekaio                |                                                                                             | Télécharger sur iTunes |
| 2013  | ten-year-old              |                                                                                             | Télécharger sur iTunes |
| 2013  | Okurimono                 |                                                                                             | Télécharger sur iTunes |

### Albums en studio
| Année | Album          | Titre | Label       |
| ----- | -------------- | --- | ----------- |
| 1995  | INNOCENT       | Kaze Wo Kanjitai / Watashi Ga Iru / LOVE & DREAM / Sayonara wa Asu no Hajimari / Doyōbi to Pen to Udedokei / Yume no Tsuzuki wa Love Song / Mouhitori no Watashi / Namida Nanka Nagasanai / Arigatou / Kesshin / Say you love me / Hana (Version de l'album) | Toshiba EMI |
| 1995  | situation      | Koibito / Choukyori Denwa no Asa / Aozora / Egao Todokimasuka / Zeitaku na Calendar / Aozora no X'mas Time | Toshiba EMI |
| 1996  | passion        | FLY TO YOU / Kumori Nochi Hare / Fight / Anohi Wo Odoritai / Natsu no Taiyou / MY LOVE / Namida Wa Iranai / 20th Door / Hoshiiyo / Meguriai / Asian Dream | Toshiba EMI |
| 1996  | GENERATION     | Liberty Girl / Shine / Koufuku Domino / Those were the days / Goodbye / Summernight Magic / Koi Ja Nasakenai / Tomodachi? / Sotto...Jitto...Kitto...Zutto / Aki no Yukue                                                                                     | Toshiba EMI |
| 1997  | Imagination    | Watashi Rashiku / Ayamachi / Kamisama ni Kanshashite / Imashikanai “Arigatou” / My Home Island / CONFESSION CONFUSION / Little Romance / Maboroshi Nankajanai / You don't know / IMAGINATION                                                                 | Toshiba EMI |
| 2001  | Closet         | Aoi Shizuku / Rosemary & Time / Mafuyunohanabi / Suisou / Mado no Tsuki / voice / Kakera / Garakuta / Aitakute Aenakute Yumewomite (Version de l'album) / story                                                                                              | Toshiba EMI |
| 2003  | Bloomy Balloon | Hikousen / Yasashii Hitoe / Meiro / Utatane / Veranda / Tokyo Nikki / Taion / Hane / Todokanai Ao / Fu-sen no Sora | PRHYTHM     |

### Compilations notables
| Année | Album               | Titre | Label           |
| ----- | ------------------- | --- | --------------- |
| 1997  | Best Collection     | Watashi Ga Iru / Aozora / Kaze Wo Kanjitai / Doyōbi to Pen to Udedokei / Namida Wa Iranai / Meguriai / Hana (Version de single) / Kumori Nochi Hare / Shine / Matenrow no Hero / Hajimete Wo Sagasanakucha (Nouvelle version) / THE LONGEST TIME | Toshiba EMI     |
| 2002  | Ballad Song Stories | Hana / Asian Dream / My Home Island / Omoikiri Naitemo Iiyo / Kamisama ni Kanshashite / Imashikanai “Arigatou” / Bye-bye / Suisou / Mado no Tsuki / Kokoro no Oto / Tenki-ame / Mafuyunohanabi / Anatanosobani / 100 Nen no Omoi | Toshiba EMI     |
| 2005  | NEW BEST 1500       | Doyōbi to Pen to Udedokei / Watashi Ga Iru (Nouvelle version) / Hana (Version de single) / Namida Wa Iranai / Kumori Nochi Hare / Liberty Girl / Hajimete Wo Sagasanakucha (New Version) / You don't know / Omoikiri Naitemo Iiyo (Nouvelle version) / Bye-bye                                                                                            | Toshiba EMI     |
| 2005  | CD&DVD THE BEST     | Hana (Version de single) / Doyōbi to Pen to Udedokei / Watashi Ga Iru (Nouvelle version) / Namida Wa Iranai / Kumori Nochi Hare / Kaze Wo Kanjitai / Meguriai / Hajimete Wo Sagasanakucha / THE LONGEST TIME / Aozora / Liberty Girl / You don't Know / Omoikiri Naitemo Iiyo / Bye-bye / Mafuyunohanabi / Tenki-ame                                      | Toshiba EMI     |
| 2011  | Golden Best         | Hana (Version de single) / Doyōbi to Pen to Udedokei / Kaze Wo Kanjitai / Watashi Ga Iru (Nouvelle version) / Namida Wa Iranai / Kumori Nochi Hare / Liberty Girl / Shine / Hajimete Wo Sagasanakucha / Matenrow no Hero / You don't Know / Omoikiri Naitemo Iiyo (Nouvelle version) / Bye-bye / Mafuyunohanabi / Aitakute Aenakute Yumewomite / Hidamari | EMI Music Japan |